# Philip Corner
Philip Corner (* 10. April 1933 in der Bronx in New York City) ist ein US-amerikanischer Komponist, Trompeter, Alphornist, Pianist, Sänger, Fluxuskünstler, Musiktheoretiker und bildender Künstler.

## Leben und Werk
Philip Corner studierte Komposition bei Henry Cowell und Otto Luening und Musiktheorie bei Olivier Messiaen. Den Master erlangte er an der Columbia University. 1959 wurde Philip Corner zur United States Army eingezogen und bis 1961 als Trompeter in Korea eingesetzt. Er studierte Kalligrafie bei Ki-sung Kim und bekam von ihm den Namen Gwan Pok (Contemplating Waterfall / Nachdenklicher Wasserfall). Er lernte die koreanische Musik Jeongak kennen.

„One of the things I learnt in Korea was to go into the quality of sound. I wanted to bring this notion into the range of possibilities—not in order to sound Oriental, but to enter into this thing that the Orient had explored that the West hadn’t. And I pushed that as far as it could go, finding that place on the outside of the circle—which funnily enough leads to something that’s 180 degrees removed, which is self expression!“

Er gehört seit 1961 zu der ersten Generation von Fluxuskünstlern. 1962 fand Philip Corner's Stück Piano Activities im Museum Wiesbaden statt. George Maciunas, Nam June Paik, Wolf Vostell, Emmett Williams, Ben Patterson, Dick Higgins und Alison Knowles wirkten dabei mit. Das Stück ist durch Werke von John Cage inspiriert.
Von 1961 bis 1975 nahm Corner privaten Pianounterricht bei Dorothy Taubman in New York. Philip Corner, James Tenney und Malcom Goldstein waren 1963 die Gründungsmitglieder des Tone Roads Chamber Ensemble in New York City, das mit Elektroakustischer Musik experimentierte. Er arbeitete von 1962 bis 1964 zusammen mit dem Judson Dance Theatre. Ein bekanntes Werk von Corner ist Everything Max Has von 1964. Bill Fontana, Toshi Ichiyanagi, Richard Maxfield gehören zu seinen Freunden 1976 waren Philip Corner, Barbara Benary und Daniel Goode die Gründer der Musikgruppe Gamelan Son of Lion. New Wilderness Big Mix heißt das Hörspiel von Charlie Morrow, bei dem Corner mitwirkte. Es wurde auf der documenta 8 in Kassel gespielt. Von 1972 bis 1992 war Philip Corner Hochschullehrer an der Rutgers University. Er emigrierte 1992 nach Italien und ist mit der Tänzerin und Choreografin Phoebe Neville verheiratet.
Zusätzlich zu seiner Arbeit als Komponist und Musiker hat Corner auch Assemblagen, Kalligrafien und Collagen angefertigt, die in Amerika, Asien und Europa ausgestellt wurden. Einige lyrische Werke hat er unter dem Namen Gwan Pok veröffentlicht.